# Denzel-Alpenstraßen-Skala

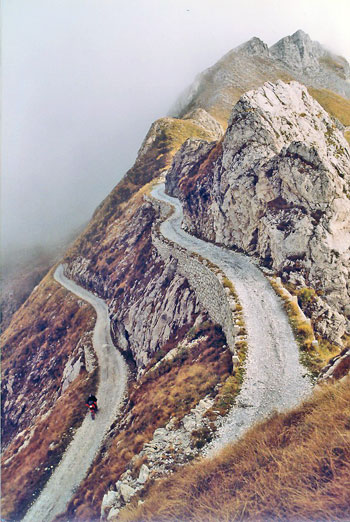
Abschnitt der Ligurischen Grenzkammstraße: SG 3–4, stellenweise SG 4–5

Nach der Denzel-Alpenstraßen-Skala werden in dem Großen Alpenstraßenführer aus dem Denzel-Verlag alle aufgeführten Pass- und Bergstraßen, die auch alte, geschotterte und schlecht erhaltene Militärstraßen umfassen, in fahrtechnische Schwierigkeitsgrade (SG) eingeteilt. Zur Gesamtbeurteilung wurden verschiedene Faktoren wie Streckenverlauf, Belag, Breite, Randsicherung, Steigungen und Gefälle, absolute und relative Höhe etc. herangezogen. Die prinzipiell fahrzeugunabhängige Skala umfasst fünf Grundgrade SG 1 bis SG 5 und vier Zwischengrade (beispielsweise SG 3–4).
Auch außerhalb der Alpen wird diese Skala häufig verwendet, um die fahrtechnischen Anforderungen einer Strecke als Anhaltspunkt für Reiseplanungen zusammenzufassen.
| Schwierigkeitsgrad | Bedeutung | Beschreibung |
| ------------------ | --- | --- |
| SG 1               | Sehr leicht zu befahrende Bergstrecke, auch für Anfänger.                                                              | - normale Fahrbahnbreite von mindestens 6 m, guter Asphalt oder Beton - durchgehend vorhandene Randsicherung - keine engen Kurven, höchstens wenige, breit ausgebaute Kehren - Steigungen bis max. 9 % - geeignet für alle PKW-Typen - geeignet für alle Motorradtypen - geeignet für alle Fahrradtypen mit bergtauglicher Schaltung |
| SG 2               | Strecke ohne nennenswerte Anforderungen, auch von vorwiegend Bergungewohnten leicht zu befahren.                       | - zweispurige Fahrbahn, überwiegend asphaltiert - Randsicherung weitestgehend vorhanden, verkehrsgerechter Trassenverlauf - ausreichend breite Kehren mit kaum merklicher Steigung in den Wendeplatten - Steigungen bis max. 15 % - geeignet für alle PKW-Typen - geeignet für alle Motorradtypen - geeignet für alle Fahrradtypen mit bergtauglicher Schaltung |
| SG 3               | Strecke erfordert Praxis und sichere Fahrtechnik auf Bergstraßen.                                                      | - überwiegend knapp zweispurig, abschnittsweise einspurig mit Ausweichen - teilweise oder vollständig fehlender Asphaltbelag, schlechter Zustand - Randsicherung fehlt zum großen Teil - viele, stark gekrümmte Kurven, enge Kehren mit stärkerer Steigung - über längere Strecken mehr als 15 % Steigung - nur eingeschränkt für Sportwagen befahrbar - für PKW mit Anhänger (insbesondere Wohnwagen) und LKW über 3,5 t Gesamtgewicht nicht mehr geeignet und meistens auch durch entsprechende Beschilderung untersagt - nur eingeschränkt für Sportmotorräder befahrbar - für Rennräder meist ungeeignet, allenfalls mit breiteren Reifen möglich, Schaltung an starke Steigungen angepasst |
| SG 4               | Auch für Berggewohnte schwierige Strecke, erfordert ein weit über den Durchschnitt herausragendes fahrerisches Können. | - meist einspurig, wenige Ausweichstellen - kaum unterhaltene Fahrbahn; z. T. grober Schotter, stark ausgewaschen oder ausgefahren, Seitenneigungen möglich, ist bei Nässe glitschig (Schlamm, Gras), evtl. Engstellen durch Vermurung, passierbare Furten - bis auf wenige gefährliche Stellen keine Randsicherung - sehr enge, nicht ausgebaute Kehren, Reversierzwang für Mittelklassewagen - starke Steigungen, z. T. in Höhen mit dünner Luft (über 2000 m) - für Geländewagen, grobes Reifenprofil empfehlenswert - für Enduros, eingeschränkt noch für Tourenmotorräder mit ausreichender Bodenfreiheit, grobes Reifenprofil empfehlenswert - für Mountainbikes, eingeschränkt noch für Trekking- und Reiseräder, grobes Reifenprofil empfehlenswert, Schaltung an starke Steigungen angepasst                                                               |
| SG 5               | Sehr schwierige und gefährliche Strecke, Benutzung auf eigene Gefahr!                                                  | - kaum vorhandene Fahrbahn, an der Grenze zum Gelände - kaum erkennbare Wegerhaltung, grober Schotter, blanker Fels, Sand, Schlamm; gefährliche Engstellen, hohe Steinschlaggefahr, starke Auswaschungen, Vermurung und Seitenneigung, zeitweise (wetter-, jahreszeitabhängig) unpassierbare Furten - völlig ungesicherte Seitenränder, auch beiderseits ausgesetzte Kammstrecken, stark exponiert - nicht immer erkennbare Streckenführung - extreme Steigungen, auch in Höhen über 2000 m - nur für Geländeprofis mit entsprechenden Fahrzeugen - nur allradbetriebene PKW mit großer Bodenfreiheit und angepasster Bereifung - nur Enduros und Crossmaschinen, mit starken Vorbehalten evtl. auch Reiseenduros, lange Federwege, viel Bodenfreiheit und angepasste Bereifung - nur Mountainbikes, angepasste Bereifung, Schaltung an starke Steigungen angepasst |

## Beispiele
- Königsleitenhaus SG: 1–2
- neue Jenesierstraße oder Großglockner-Hochalpenstraße: SG 2
- Tendapass-Nordrampe: SG 2–3
- Stilfser Joch Ostrampe: SG 3
- Zillertaler Höhenstraße: SG 3
- Col de Sommeiller: SG 4
- Tremalzopass: SG 4
- Ligurische Grenzkammstraße (LGKS): durchschnittlich SG 3–4, stellenweise SG 4–5
- Zufahrt zur Bergstation des Bontadini-Lifts: SG 5
- Theodulpass: SG 5